# دادین (چشمه)
چشمه دادین نام چشمه‌ای در ۵۰ کیلومتری جنوب شهر کازرون در بخش جره و بالاده می‌باشد. این چشمه در نزدیکی  دهستان دادین قرار گرفته است.  این چشمه روزگاری در مسیر جاده شاهی قرار داشته و امروزه به یکی از مناطق گردشگری فارس تبدیل شده است که سالانه گردشگران زیادی را به 
خود جذب می‌کند. یک چشمه اصلی و تعداد زیادی چشمه کوچک از چشمه دادین شکل می‌گیرد.

## راه دسترسی
بعد از طی حدود ۴۰ کیلومتر از جاده کازرون به فراشبند، یک سه‌راهی وجود دارد. بعد از پیچیدن به سمت راست و طی مسیر ۵ کیلومتر به چشمه می‌رسیم.